# Чьяппара, Леонидас
Лео́нидас Чья́ппара (исп. Leónidas Chiappara, также известный как Луис Чьяппара; родился в конце XIX века, ок. 1890 года в Монтевидео — дата смерти неизвестна, Монтевидео) — уругвайский архитектор и футболист, нападающий, Олимпийский чемпион 1924 года.

## Биография
Леонидас Чьяппара по образованию и профессии был архитектором. Кроме того, в любительскую эру уругвайского футбола он выступал на позиции нападающего в футбольном клубе «Ривер Плейт» из Монтевидео, ныне не существующем.
Незадолго до начала летних Олимпийских игр 1924 Чьяппара переселился в Париж, где работал по своей основной специальности архитектора. После приезда сборной Уругвая помог делегации поселиться неподалёку от стадиона Коломб вместо неудобной олимпийской деревни. В составе уругвайской делегации было лишь 20 футболистов, и Чьяппара был включён в заявку сборной (можно было заявить 22 игрока), несмотря на то, что уже завершил карьеру игрока. Не сыграв за сборную ни одного матча, Леонидас Чьяппара стал олимпийским чемпионом вместе со своей сборной в качестве формально резервного игрока.
В 1925 году вышла книга Чьяппары, посвящённая архитектуре. Также он довольно часто упоминается в публикациях, посвящённых архитектуре. Последняя такая публикация, в которой он высказывается по поводу современного состояния архитектуры в Уругвае, датируется 1928 годом. О дальнейших годах жизни Леонидаса Чьяппары ничего не известно.

## Титулы и достижения
- Олимпийский чемпион (1): 1924